# Fort Reno (Wyoming)
Pour les articles homonymes, voir Fort Reno.
Fort Reno, également connu sous les noms de Fort Connor et Old Fort Reno, est un ancien poste militaire de la United States Army établi le 14 août 1865 dans le Territoire du Dakota durant l'expédition de la Powder River menée par Patrick E. Connor. Initialement nommé Fort Connor en son honneur, il fut renommé Fort Reno en hommage au major général Jesse Lee Reno.
Le fort était destiné à protéger la piste Bozeman et devait servir de base pour l'expédition de Connor. Il fut abandonné le 18 août 1868 après la signature du traité de Fort Laramie et incendié peu après par les Sioux.